# جاي غوردون هولت
جاي غوردون هولت (بالإنجليزية: J. Gordon Holt)‏ هو صحفي أمريكي، ولد في 19 أبريل 1930، وتوفي في 20 يوليو 2009.

## وصلات خارجية
- جاي غوردون هولت على موقع ميوزك برينز (الإنجليزية)